# Новиков, Андрей Юрьевич
Андре́й Ю́рьевич Но́виков (16 декабря 1979, Дрезден — 5 апреля 2012, Москва) — российский актёр театра и кино.

## Биография
Родился 16 декабря 1979 года в Дрездене в семье военных. Прадед — генерал-лейтенант, командующий танковыми войсками, дед — генерал-майор танковых войск, отец — командир батальона.
Первый успех к нему пришёл в сериале «Дни Ангела», в котором он играл роль главного героя: перед съёмками Андрей специально ездил в Сергиево-Посадскую семинарию.
Значительной работой актёра является роль Андрея Драгунова в фильме «Граффити» (2006). Актёр несколько лет готовился к этой работе, роль граффера была написана специально для него.
Новиков был вынужден отказаться от съёмок в фильме «9 рота», так как был поглощён работой над образом граффера, который трансформируется в художника.
Учился в нескольких вузах — Славянском университете, ВГИКе, театральном училище им. Щукина, но везде учёбу обрывал, проучившись год-полтора.
Скончался на 33-м году жизни 5 апреля 2012 года от кровоизлияния в мозг.
9 апреля 2012 года прощание с актёром состоялось на Даниловском кладбище.

## Фильмография
1. 1997 — Вино из одуванчиков — Дуглас Сполдинг
2. 2000 — Маросейка, 12 — Илья Орлов
3. 2002 — Займёмся любовью — Толик («Точило»)
4. 2001 — Клетка — эпизод
5. 2003 — Дни ангела — Ангел
6. 2005 — Убойная сила 6 — Антон
7. 2006 — Граффити — Андрей Драгунов
8. 2008 — Родные люди — Николай Лазарев
9. 2012 — УГРО 4 — ветеринар

## Награды
- Специальный приз «Приз зрительских симпатий» на фестивале «Бригантина» за фильм «Займёмся любовью» (2002).